# غاري كيربي
غاري كيربي (بالإنجليزية: Gary Kirby)‏ هو لاعب قذف أيرلندي، ولد في 12 يناير 1967 في Patrickswell ‏ في جمهورية أيرلندا.